# Verrino
Il Verrino è un torrente che scorre in Molise, attraversando la provincia di Isernia. È un affluente del fiume Trigno.

## Percorso
Il torrente, nasce in località Ara Petracca, in comune di Capracotta (1250 m s.l.m.). La sorgente è situata tra il monte Campo (1745 m s.l.m.) e il monte Capraro (1721 m s.l.m.), entrambi nel comune di Capracotta (IS).
Il Verrino quindi attraversa i comuni di Agnone, Castelverrino, Poggio Sannita, Pietrabbondante e Civitanova del Sannio, sfociando nel fiume Trigno.

## Ambiente
L'ittiofauna è composta da salmonidi e nel tratto più a valle la presenza di ciprinidi si fa man mano più rilevante.

## Storia
Il fiume venne sfruttato agli inizi del XX secolo per la produzione di energia elettrica tramite una piccola centrale idroelettrica da parte del comune di Agnone.